# DSL Bank
DSL Bank ist eine Marke und Zweigniederlassung der Deutsche Bank Aktiengesellschaft mit Fokus auf Immobilienfinanzierung und Privatkredite.
Bis 1999 war die Deutsche Siedlungs- und Landesrentenbank (DSL Bank) eine öffentlich-rechtliche Spezialbank. Die 1966 aus der Fusion der Deutschen Siedlungsbank und der Deutschen Landesrentenbank hervorgegangene bundesunmittelbare Anstalt des öffentlichen Rechts wurde 1999 privatisiert und von der Bundesrepublik Deutschland an die Deutsche Postbank AG veräußert, die wiederum von der Deutsche Bank AG übernommen wurde. Die Postbank hatte bereits im Jahr 2000 die DSL Bank auf sich verschmolzen, den Namen DSL Bank als Marke und Zweigniederlassung beibehalten. 2025 gab die Deutsche Bank bekannt, dass die Marke eingestellt werden wird.

## Geschichte

### Preußen und das Deutsche Reich
Die DSL Bank führte ihre Geschichte bis auf das Jahr 1850 zurück, als der preußische König durch einen Erlass die preußischen Provinzial-Rentenbanken begründete, mit deren Hilfe die Landbevölkerung einen erleichterten Zugang zu Krediten erhielt. Dies geschah insbesondere, um die im Rahmen der Bauernbefreiung selbständig gewordenen Landbesitzer vor überhöhten Kredit- und Zinsforderungen der ehemaligen Gutsherren und Großgrundbesitzer zu schützen. Die Gutsbesitzer wurden mit Hilfe des preußischen Staats entschädigt. Diejenigen, die Land bekommen hatten, zahlten zur Tilgung ihrer Schuld eine Rente, die eine Tilgungsquote enthielt, an die zuständige Rentenbank. Sie hatten infolgedessen mit dem ehemaligen Grundherrn nichts mehr zu tun.
Die preußischen Rentenbanken waren staatliche Behörden und beschäftigten Spezialisten mit kaufmännischen und finanzpolitischen Kenntnissen, die aber in ihren Spitzen Verwaltungsjuristen und Beamte waren. Das befähigte sie als Anstalten des öffentlichen Rechts sowohl neutral als auch durchsetzungsfähig zu handeln. Die Refinanzierung erfolgte zu wesentlichen Teilen aus der seit 1772 bestehenden sogenannten Seehandlung. Dieses Institut hatte anfangs am Ostsee-Handel (mit Salz, Wachs, auch mit Leinen) verdient und sich allmählich zu einer Staatsanstalt ohne Privatbeteiligung entwickelt. Seit der Mitte des 19. Jahrhunderts war sie zur preußischen Staatsbank und ab 1866 Hausbank des Norddeutschen Bundes geworden. Sie kümmerte sich u. a. um die Kurspflege von emittierten Anleihen und um die Anlage staatlicher Gelder. So war die Staatsbank als Kapitalvermittlungsinstitut stark an der Kreditfinanzierung der ländlichen Siedlung in Preußen beteiligt. Seit 1904 war ihr offizieller Name „Königliche Seehandlung (Preußische Staatsbank)“.
Man kann sich den Ablauf einer „Ablösung“ so vorstellen: nachdem die Höhe der jährlichen Ablösungsrente festgestellt war, konnte sich der Verpflichtete durch Zahlung des 18fachen Betrags sofort davon befreien. Konnte oder wollte er das nicht, trat die Rentenbank als eine von beiderseitigen Interessen losgelöste Anstalt ein. Die Bank zahlte dem Berechtigten halbjährlich aus, was ihm an Rente geschuldet war, aber unter allen Umständen nicht das Ganze, sondern nur acht Zehntel davon. „Der Berechtigte hat also Verlust; aber dafür ist der Bezug von acht Zehntel […] dergestalt sicher und bequem, dass ihm der verminderte Betrag doch lieber ist als der volle, um dessen richtigen Eingang er sich dann zu bekümmern hätte.“
Der Vorteil dieses Vorgehens lag in den Rentenbriefen, die den Berechtigten ausgehändigt wurden, also Wertpapiere, in etwa vergleichbar mit Industrieaktien. Die zuständige Rentenbank gab ihm eine Schuldverschreibung über das Kapital mit der Verpflichtung, die acht Zehntel des eigentlichen Rentenbetrags zu 4 % zu verzinsen. Zinsabschnitte wurden beigegeben, die jede Bank einlösen konnte. In den Rentenbanken sammelten sich Geldbestände an, weil die Verpflichteten zunächst mehr zahlten, als die Bank weitergab. Die Rentenbanken durften jedoch prinzipiell am Geldhandel für sich selbst nichts verdienen. Deshalb kündigten sie jedes Jahr eine Anzahl von Rentenbriefen, d. h., sie zahlten einigen Berechtigten das Schuldkapital ganz aus. Wenn nach einiger Zeit alle Rentenbriefe zurückgekauft und damit alle Gläubiger befriedigt waren, wurde von den Rentenschuldnern nichts mehr eingezogen; ihre Schuld war getilgt.
Um 1890 war die „Ablösung“ der Reallasten gemäß den Stein-Hardenbergschen Reformen erfolgreich abgeschlossen. Von nun an ging es dem Staat um die Schaffung neuer Siedlerstellen, beispielsweise in Gebieten, wo der Anteil an deutscher Bevölkerung angehoben werden sollte (Westpreußen, Posen) oder um die Erschließung und Besiedlung von Heidegebieten und Mooren (Schleswig-Holstein, Hannover nach 1866). Es entstanden durch ein Gesetz von 1891 die sogenannten Rentengüter. Dabei handelte es sich um vererblich und unverkäuflich besessene Grundstücke, die mit einer festen Rente belastet waren.
Wollte ein Grundbesitzer von seinem Besitz etwas abgeben oder ihn ganz aufgeben, konnte er, anstatt ihn zu verkaufen, sich an die Rentenbank seiner Provinz wenden. Diese gab ihm bis zu drei Viertel des ermittelten Ertragswertes in Rentenbriefen. Sie gab aber auch dem Bauern Darlehen, die unkündbar waren, solange der Neubauer gut wirtschaftete. Solche Rentengüter hatten eine geringe bis mittlere Ausdehnung und wurden von Preußen mit 75 bis sogar 90 % beliehen, für die der Staat bürgte. Auch nach dem Ersten Weltkrieg änderte sich an diesen Verfahren nichts Wesentliches. Die ländliche Siedlung oblag zunächst weiterhin in erster Linie den Ländern des Deutschen Reiches. Doch seit 1925 beteiligte sich auch die Reichsregierung daran. In Preußen gab es eine große Änderung, als durch Gesetze und Verordnungen im Dezember 1927, Januar 1928 und März 1928 die Rentenbanken in den Provinzen aufgelöst wurden. An ihre Stelle trat die „Preußischen Landesrentenbank“ mit Sitz in der Markgrafenstraße am Berliner Gendarmenmarkt. Die Satzung dieser Anstalt wurde ausgearbeitet und trat zum 1. August 1931 in Kraft. Mit der 1930 gegründeten Deutschen Siedlungsbank entstand zusätzlich ein Institut zur Finanzierung ländlicher Siedlungen. Die Siedlungsbank stellte vor allem Zwischenkredite für die Ansiedlung oder die Erweiterung von Landwirtschaftsbetrieben auf der Grundlage des Reichssiedlungsgesetzes bereit und arbeitete dabei mit den Landgesellschaften zusammen. Die Landgesellschaften erwarben mit dem Geld Flächen, die sie an die Betriebe weitergeben. Das Fremdkapital wurde von der Preußischen Landesrentenbank an die Deutsche Siedlungsbank zurückgezahlt. Ihre Finanzmittel erhielt die Deutsche Siedlungbank vor allem aus dem Reichshaushalt. 1935 wurden Finanzierungsrichtlinien für die Deutsche Siedlungsbank erlassen. Das Aufgabengebiet der Landesrentenbank wurde 1939 auf das gesamte Reich erweitert und die Bank in Deutsche Landesrentenbank umbenannt.

### Nach dem Zweiten Weltkrieg
Nach Kriegsende gingen die in der Sowjetischen Besatzungszone gelegenen Forderungen der Deutschen Siedlungsbank durch eine Verordnung der Regierung der DDR vom 26. Januar 1946 auf die Deutsche Investitionsbank über. Für die in der britischen Besatzungszone verbliebenen Betriebsteile wurde im Jahr 1946 eine gemeinsame Custodian-Verwaltung für die Deutsche Landesrentenbank und die Deutsche Siedlungsbank gebildet, die sich seit 1949 auf die amerikanische Besatzungszone erstreckte. Ihr Sitz war Lotte im Kreis Tecklenburg, der Wohnort des damaligen Syndikus der Deutschen Landesrentenbank. Um die Deutsche Siedlungsbank in die Auszahlung und Verwaltung der erstmals im Bundeshaushalt 1950 eingestellten Siedlungsmittel einschalten zu können, erhielt sie am 9. Juli 1952 die Zulassung zum Neugeschäft. Ihr Sitz wurde von Lotte nach Bonn verlegt.
Mit einem Gesetz aus dem Jahre 1953 wurden beide Institute auf dem Gebiet der BRD weitergeführt und erhielten sowohl als Deutsche Landesrentenbank als auch als Deutsche Siedlungsbank den besonderen Auftrag, mit Hilfe von öffentlichen Fördermitteln die Eingliederung und Ansiedlung von Flüchtlingen und Vertriebenen aus den ehemals deutschen Gebieten im ländlichen Raum zu fördern. Die Siedlungsbank wurde dem Landwirtschaftsministerium unterstellt, während die Landesrentenbank dem Finanzministerium zugeordnet war. Die beiden im gleichen Geschäftsfeld tätigen Institute wurden im Jahr 1966 zur Deutschen Siedlungs- und Landesrentenbank (DSL Bank) zusammengeführt.

### Privatisierung

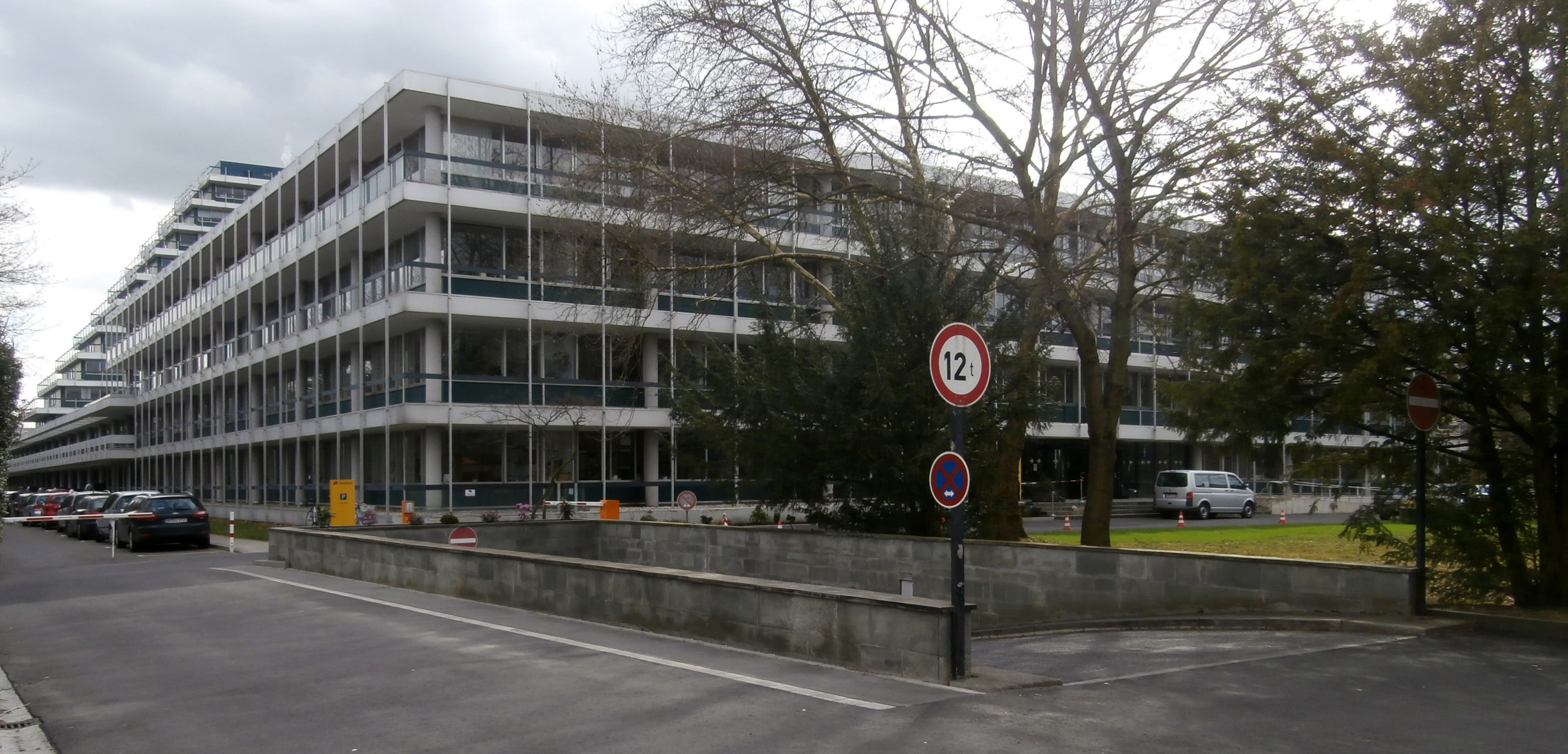
Ehemaliges Verwaltungsgebäude der Deutschen Siedlungs- und Landesrentenbank in Bonn, Kennedyallee 64–70 (2014)

Nachdem der gesetzliche Auftrag weitgehend erfüllt war, erweiterte die Bundesregierung durch ein Gesetz im Jahr 1981 den Handlungsspielraum für die Bank, die damit in das allgemeine Kreditgeschäft einsteigen konnte. Eine erste Teilprivatisierung erfolgte 1989, als die Anteile über eine Zwischenholding breit gestreut wurden. Der Bund behielt jedoch die Mehrheit. Erst im Jahre 1999 wurde das Gesetz für die DSL Bank aufgehoben (Gesetz über die Umwandlung der Deutschen Siedlungs- und Landesrentenbank in eine Aktiengesellschaft vom 16. Dezember 1999) und es erfolgte die Veräußerung an die Postbank, wobei das Abfindungsangebot an die freien Aktionäre Diskussionen auslöste. Im letzten Jahr vor der Verschmelzung hatte die Bank eine Bilanzsumme von 168 Milliarden DM und 744 Mitarbeiter.
Im Jahr 2018 belief sich der Bestand an Baufinanzierungen auf 49 Milliarden Euro (2017: 46,1 Mrd.). Ein Großteil der Geschäftstätigkeit wurde zentral in Hameln bearbeitet, die Privatkreditanträge liefen über das Service-Center in Dortmund. Darüber hinaus war die DSL Bank mit Außenstellen in Berlin, Bielefeld, Dortmund, Düsseldorf, Erfurt, Frankfurt, Hamburg, Hannover, Köln, Leipzig, Magdeburg, München, Münster, Nürnberg, Schwerin und Stuttgart vertreten. Von dort aus erfolgte sowohl die Betreuung der angebundenen Finanzdienstleister als auch meist die Bearbeitung der eingereichten Baufinanzierungsanträge.
Zusammen mit der Postbank wurde die DSL Bank 2018 zunächst auf die DB Privat- und Firmenkundenbank und 2020 auf die Deutsche Bank verschmolzen. Im Jahr 2025 gab die Deutsche Bank bekannt, ab April keine neuen Verträge mehr unter der Marke DSL Bank abzuschließen und die Marke einzustellen.